# Pandanus katensis
Pandanus katensis är en enhjärtbladig växtart som beskrevs av Forest Buffen Harkness Brown. Pandanus katensis ingår i släktet Pandanus och familjen Pandanaceae.
Artens utbredningsområde är Tuamotu. Inga underarter finns listade.